# Rhodothyrsus macrophyllus
Rhodothyrsus macrophyllus är en törelväxtart som först beskrevs av Adolpho Ducke, och fick sitt nu gällande namn av Hans-Joachim Esser. Rhodothyrsus macrophyllus ingår i släktet Rhodothyrsus och familjen törelväxter. Inga underarter finns listade i Catalogue of Life.